# گورستان چاله ۲
گورستان چاله ۲ مربوط به دوره اشکانیان است و در شهرستان پل‌دختر، بخش مرکزی، دهستان جایدر، ۲ کیلومتری جنوب روستای چاله واقع شده و این اثر در تاریخ ۲۸ اسفند ۱۳۸۵ با شمارهٔ ثبت ۱۸۴۵۸ به‌عنوان یکی از آثار ملی ایران به ثبت رسیده است.